# Carmen (Davao du Nord)
Pour les articles homonymes, voir Carmen.
Carmen est une municipalité de la province du Davao du Nord, aux Philippines.
Sa population est de 69 199 habitants au recensement de 2010 sur une superficie de 166 km2, subdivisée en 20 barangays.